# Bačkov (Havlíčkův Brod)
Bačkov é uma comuna checa localizada na região de Vysočina, distrito de Havlíčkův Brod.